# Nothippus tigrinus
Nothippus tigrinus is een hooiwagen uit de familie Assamiidae.